# Municipio de Amity (Iowa)
El municipio de Amity (en inglés: Amity Township) es un municipio ubicado en el condado de Page en el estado estadounidense de Iowa. En el año 2010 tenía una población de 430 habitantes y una densidad poblacional de 5,28 personas por km².

## Geografía
El municipio de Amity se encuentra ubicado en las coordenadas 40°36′54″N 95°5′16″O / 40.61500, -95.08778. Según la Oficina del Censo de los Estados Unidos, el municipio tiene una superficie total de 81.49 km², de la cual 81,49 km² corresponden a tierra firme y (0 %) 0 km² es agua.

## Demografía
Según el censo de 2010, había 430 personas residiendo en el municipio de Amity. La densidad de población era de 5,28 hab./km². De los 430 habitantes, el municipio de Amity estaba compuesto por el 97,67 % blancos, el 0,23 % eran isleños del Pacífico, el 0,23 % eran de otras razas y el 1,86 % eran de una mezcla de razas. Del total de la población el 0,47 % eran hispanos o latinos de cualquier raza.